# Lema de Chow
Lema de Chow, em homenagem a Wei-Liang Chow, é um dos resultados fundamentais em geometria algébrica. Diz aproximadamente que um morfismo próprio está bastante próximo de ser um morfismo projetivo. Mais precisamente, uma versão afirma o seguinte:
Se {\displaystyle X} é um esquema que é próprio sobre um esquema Noetheriano base {\displaystyle S}, então existe uma variedade projetiva {\displaystyle S}-esquema {\displaystyle X'} e um {\displaystyle S}-morfismo sobrejetivo {\displaystyle f:X'\to X} que induz um isomorfismo {\displaystyle f^{-1}(U)\simeq U} para algum para algum aberto denso {\displaystyle U\subseteq X.}

## Prova
A prova aqui é padrão.

### Redução ao caso deX{\displaystyle X}irredutível
Podemos primeiro reduzir ao caso em que {\displaystyle X} é irredutível. Para começar, {\displaystyle X} é noetheriano, pois é de tipo finito sobre uma base noetheriana. Portanto, ele tem um número finito de componentes irredutíveis {\displaystyle X_{i}}, e afirmamos que para cada {\displaystyle X_{i}} existe um esquema {\displaystyle S} próprio irredutível {\displaystyle Y_{i}} de modo que {\displaystyle Y_{i}\to X} tenha uma imagem teórica de conjuntos {\displaystyle X_{i}} e seja um isomorfismo no subconjunto denso aberto {\displaystyle X_{i}\setminus \cup _{j\neq i}X_{j}} de {\displaystyle X_{i}}. Para ver isso, defina {\displaystyle Y_{i}} como a imagem teórica do esquema da imersão aberta.
{\displaystyle X\setminus \cup _{j\neq i}X_{j}\to X.}
Como {\displaystyle X\setminus \cup _{j\neq i}X_{j}} é teoricamente definido noetheriano para cada {\displaystyle i}, o mapa {\displaystyle X\setminus \cup _{j\neq i}X_{j}\to X} é quase compacto e podemos calcular esta imagem teórica do esquema afim localmente em {\displaystyle X}, provando imediatamente as duas afirmações. Se pudermos produzir para cada {\displaystyle Y_{i}} um esquema {\displaystyle S} projetivo {\displaystyle Y_{i}'} como no enunciado do teorema, então podemos tomar {\displaystyle X'} será a união disjunta {\displaystyle \coprod Y_{i}'} e {\displaystyle f} será a composição {\displaystyle \coprod Y_{i}'\to \coprod Y_{i}\to X}: este mapa é projetivo e um isomorfismo sobre um conjunto denso e aberto de {\displaystyle X}, enquanto {\displaystyle \coprod Y_{i}'} é um {\displaystyle S} projetivo, pois é uma união finita de esquemas {\displaystyle S} projetivos. Como cada {\displaystyle Y_{i}} é próprio sobre {\displaystyle S}, completamos a redução ao caso {\displaystyle X} irredutível.

### X{\displaystyle X}pode ser coberto por um número finito de esquemasS{\displaystyle S}quase-projetivos
A seguir, mostraremos que {\displaystyle X} pode ser coberto por um número finito de subconjuntos abertos {\displaystyle U_{i}} de modo que cada {\displaystyle U_{i}} seja quase projetivo sobre {\displaystyle S}. Para fazer isso, podemos, por quase compactação, primeiro cobrir {\displaystyle S} com um número finito de aberturas afins {\displaystyle S_{j}}, e então cobrir a pré-imagem de cada {\displaystyle S_{j}} em {\displaystyle X} por um número finito de aberturas afins {\displaystyle X_{jk}} cada uma com uma imersão fechada em {\displaystyle \mathbb {A} _{S_{j}}^{n}} desde {\displaystyle X\to S} é de tipo finito e, portanto, quase compacto. Compondo este mapa com as imersões abertas {\displaystyle \mathbb {A} _{S_{j}}^{n}\to \mathbb {P} _{S_{j}}^{n}} e {\displaystyle \mathbb {P} _{S_{j}}^{n}\to \mathbb {P} _{S}^{n}}, vemos que cada {\displaystyle X_{ij}} é um subesquema fechado de um subesquema aberto de {\displaystyle \mathbb {P} _{S}^{n}}. Como {\displaystyle \mathbb {P} _{S}^{n}} é noetheriano, todo subesquema fechado de um subesquema aberto também é um subesquema aberto de um subesquema fechado e, portanto, cada {\displaystyle X_{ij}} é quase projetivo sobre {\displaystyle S}.

### Construção deX′{\displaystyle X'}ef:X′→X{\displaystyle f:X'\to X}
Agora suponha que {\displaystyle \{U_{i}\}} seja uma cobertura aberta finita de {\displaystyle X} por esquemas {\displaystyle S} quase-projetivos, com {\displaystyle \phi _{i}:U_{i}\to P_{i}} uma imersão aberta em um esquema {\displaystyle S} projetivo. Defina {\displaystyle U=\cap _{i}U_{i}}, que não é vazio, pois {\displaystyle X} é irredutível. As restrições do {\displaystyle \phi _{i}} para {\displaystyle U} definem um morfismo
{\displaystyle \phi :U\to P=P_{1}\times _{S}\cdots \times _{S}P_{n}}
de modo que {\displaystyle U\to U_{i}\to P_{i}=U{\stackrel {\phi }{\to }}P{\stackrel {p_{i}}{\to }}P_{i}}, onde {\displaystyle U\to U_{i}} é a injeção canônica e {\displaystyle p_{i}:P\to P_{i}} é a projeção. Deixando {\displaystyle j:U\to X} denotar a imersão aberta canônica, definimos {\displaystyle \psi =(j,\phi )_{S}:U\to X\times _{S}P}, que afirmação é uma imersão. Para ver isso, observe que esse morfismo pode ser fatorado como o morfismo do gráfico {\displaystyle U\to U\times _{S}P} (que é uma imersão fechada já que {\displaystyle P\to S} é separado) seguida pela imersão aberta {\displaystyle U\times _{S}P\to X\times _{S}P}; como {\displaystyle X\times _{S}P} é noetheriano, podemos aplicar a mesma lógica de antes para ver que podemos trocar a ordem das imersões abertas e fechadas.
Agora seja {\displaystyle X'} a imagem teórica do esquema de {\displaystyle \psi }, e fatore {\displaystyle \psi } como
{\displaystyle \psi :U{\stackrel {\psi '}{\to }}X'{\stackrel {h}{\to }}X\times _{S}P}
onde {\displaystyle \psi '} é uma imersão aberta e {\displaystyle h} é uma imersão fechada. Sejam {\displaystyle q_{1}:X\times _{S}P\to X} e {\displaystyle q_{2}:X\times _{S}P\to P} as projeções canônicas.
Definir
{\displaystyle f:X'{\stackrel {h}{\to }}X\times _{S}P{\stackrel {q_{1}}{\to }}X,}
{\displaystyle g:X'{\stackrel {h}{\to }}X\times _{S}P{\stackrel {q_{2}}{\to }}P.}
Mostraremos que {\displaystyle X'} e {\displaystyle f} satisfazem a conclusão do teorema.

### Verificação das propriedades deX′{\displaystyle X'}ef{\displaystyle f}
Para mostrar que {\displaystyle f} é surjectiva, notamos primeiro que é própria e portanto fechada. Como a sua imagem contém o conjunto aberto denso {\displaystyle U\subset X}, vemos que {\displaystyle f} tem de ser sobrejetiva. É também fácil ver que {\displaystyle f} induz um isomorfismo em {\displaystyle U}: podemos apenas combinar os factos de que {\displaystyle f^{-1}(U)=h^{-1}(U\times _{S}P)} e {\displaystyle \psi } é um isomorfismo sobre a sua imagem, pois {\displaystyle \psi } factoriza como a composição de uma imersão fechada seguida de uma imersão aberta {\displaystyle U\to U\times _{S}P\to X\times _{S}P}. Resta mostrar que {\displaystyle X'} é projetivo sobre {\displaystyle S}.
Fá-lo-emos mostrando que {\displaystyle g:X'\to P} é uma imersão. Definimos as seguintes quatro famílias de subesquemas abertos:
{\displaystyle V_{i}=\phi _{i}(U_{i})\subset P_{i}}
{\displaystyle W_{i}=p_{i}^{-1}(V_{i})\subset P}
{\displaystyle U_{i}'=f^{-1}(U_{i})\subset X'}
{\displaystyle U_{i}''=g^{-1}(W_{i})\subset X'.}
Como o {\displaystyle U_{i}} cover {\displaystyle X}, o {\displaystyle U_{i}'} cover {\displaystyle X'}, e queremos mostrar que o {\displaystyle U_{i}''}  também cobre {\displaystyle X'}. Faremos isso mostrando que {\displaystyle U_{i}'\subset U_{i}''} para todo {\displaystyle i}. Basta mostrar que {\displaystyle p_{i}\circ g|_{U_{i}'}:U_{i}'\to P_{i}} é igual a {\displaystyle \phi _{i}\circ f|_{U_{i}'}:U_{i}'\to P_{i}} como mapa de espaços topológicos. Substituindo {\displaystyle U_{i}'} pela sua redução, que tem o mesmo espaço topológico subjacente, temos que os dois morfismos {\displaystyle (U_{i}')_{red}\to P_{i}} são ambos extensões de o mapa subjacente do espaço topológico {\displaystyle U\to U_{i}\to P_{i}}, então pelo lema reduzido a separado eles devem ser iguais, pois {\displaystyle U} é topologicamente denso em {\displaystyle U_{i}}. Portanto {\displaystyle U_{i}'\subset U_{i}''} para todo {\displaystyle i} e a afirmação é comprovada.
O resultado é que os {\displaystyle W_{i}} cover {\displaystyle g(X')}, e podemos verificar que {\displaystyle g} é uma imersão verificando que {\displaystyle g|_{U_{i}''}:U_{i}''\to W_{i}} é uma imersão para todos os {\displaystyle i}. Para isso, considere o morfismo.
O resultado é que os {\displaystyle W_{i}} cobrem {\displaystyle g(X')}, e podemos verificar que {\displaystyle g} é uma imersão verificando que {\displaystyle g|_{U_{i}''}:U_{i}''\to W_{i}} é uma imersão para todos os {\displaystyle i}. Para isso, considere o morfismo 
{\displaystyle u_{i}:W_{i}{\stackrel {p_{i}}{\to }}V_{i}{\stackrel {\phi _{i}^{-1}}{\to }}U_{i}\to X.}
Como {\displaystyle X\to S} é separado, o morfismo do grafo {\displaystyle \Gamma _{u_{i}}:W_{i}\to X\times _{S}W_{i}} é uma imersão fechada e o grafo {\displaystyle T_{i}=\Gamma _{u_{i}}(W_{i})} é um subesquema fechado de {\displaystyle X\times _{S}W_{i}}; se mostrarmos que {\displaystyle U\to X\times _{S}W_{i}} fatora através deste gráfico (onde consideramos {\displaystyle U\subset X'} através da nossa observação de que {\displaystyle f} é um isomorfismo sobre {\displaystyle f^{-1}(U)} anterior), então o mapa de {\displaystyle U_{i}''} também deve fatorar este gráfico pela construção do esquema- imagem teórica. Como a restrição de {\displaystyle q_{2}} a {\displaystyle T_{i}} é um isomorfismo de {\displaystyle W_{i}}, a restrição de {\displaystyle g} a {\displaystyle U_{i}''} será uma imersão em {\displaystyle W_{i}}, e nossa afirmação será comprovada. Seja {\displaystyle v_{i}} a injeção canônica {\displaystyle U\subset X'\to X\times _{S}W_{i}}; temos que mostrar que existe um morfismo {\displaystyle w_{i}:U\subset X'\to W_{i}} tal que {\displaystyle v_{i}=\Gamma _{u_{i}}\circ w_{i}}. Pela definição do produto de fibra, basta provar que {\displaystyle q_{1}\circ v_{i}=u_{i}\circ q_{2}\circ v_{i}}, ou identificando {\displaystyle U\subset X} and {\displaystyle U\subset X'}, que {\displaystyle q_{1}\circ \psi =u_{i}\circ q_{2}\circ \psi }. Entretanto {\displaystyle q_{1}\circ \psi =j} and {\displaystyle q_{2}\circ \psi =\phi }, então a conclusão desejada segue da definição de {\displaystyle \phi :U\to P} e {\displaystyle g} é uma imersão. Como {\displaystyle X'\to S} é próprio, qualquer morfismo  {\displaystyle S} de {\displaystyle X'} é fechado e, logo, {\displaystyle g:X'\to P} é uma imersão fechada, então {\displaystyle X'} é projetivo. {\displaystyle \blacksquare }